# ایشیدا ماساتسوگو

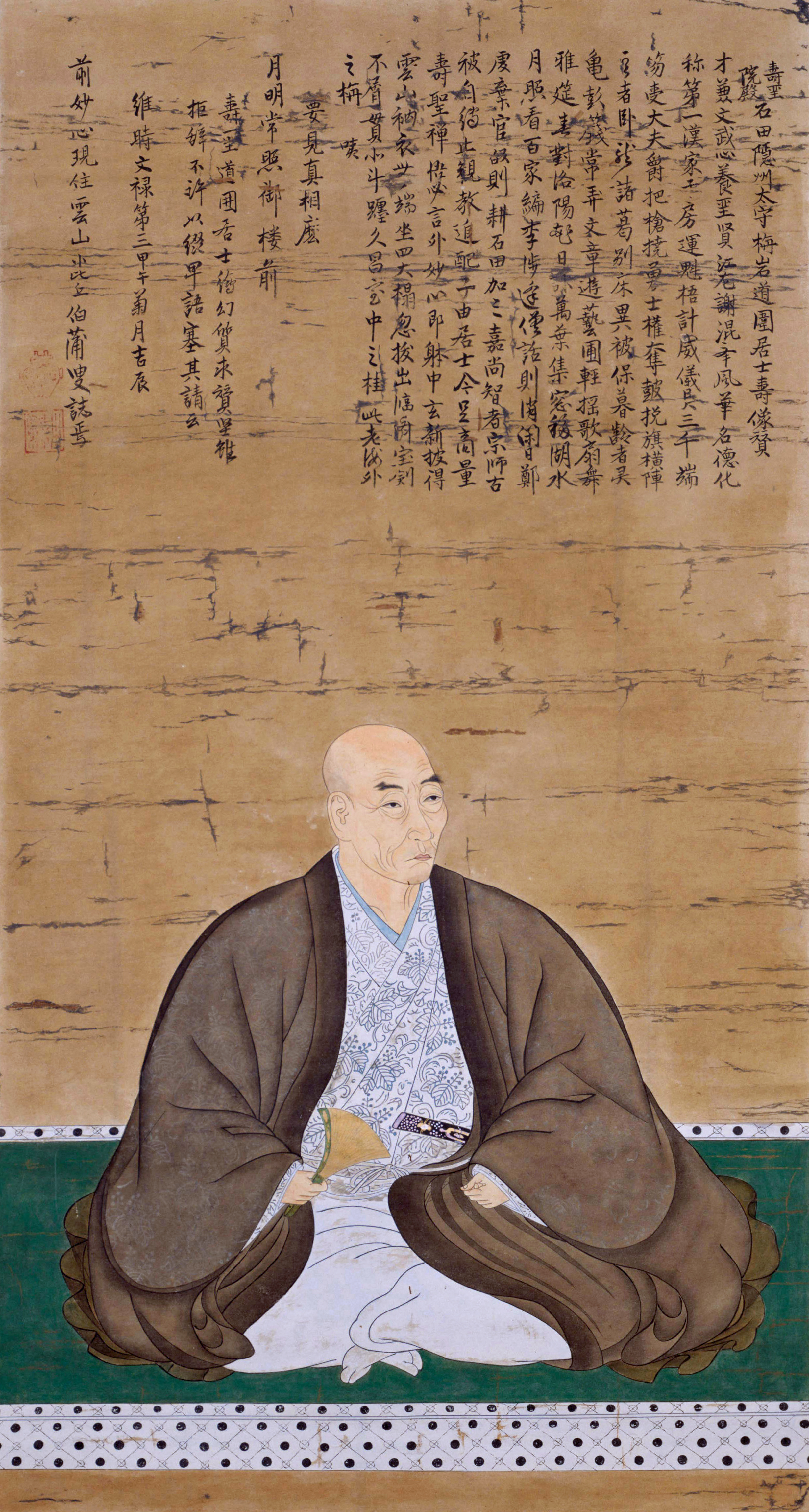
ایشیدا ماساتسوگو

ایشیدا ماساتسوگو (به ژاپنی: 石田 正継 Ishida Masatsugu) (زمان تولد نامشخص - مرگ ۲۳ اکتبر، ۱۶۰۰) یک سامورایی در اواخر دوره سنگوکو و در خدمت خاندان آزای و مالک قلعه ایشیدا در ولایت اومی بود. پدر او ایشیدا سیشین نام داشت. او پدر ایشیدا میتسوناری بود. پس از نبرد سکیگاهارا در سال ۱۶۰۰، او و پسرش دیگرش ایشیدا ماسازومی، در قلعه ساوایاما در ولایت اومی اقدام به خودکشی کردند.